# Menneville (Aisne)
Menneville és un municipi francès situat al departament de l'Aisne i a la regió dels Alts de França. L'any 2007 tenia 389 habitants.

## Demografia

### Població
El 2007 la població de fet de Menneville era de 389 persones. Hi havia 132 famílies de les quals 24 eren unipersonals (8 homes vivint sols i 16 dones vivint soles), 24 parelles sense fills, 72 parelles amb fills i 12 famílies monoparentals amb fills.
La població ha evolucionat segons el següent gràfic:
Habitants censats

### Habitatges
El 2007 hi havia 147 habitatges, 135 eren l'habitatge principal de la família, 7 eren segones residències i 5 estaven desocupats. Tots els 147 habitatges eren cases. Dels 135 habitatges principals, 119 estaven ocupats pels seus propietaris i 16 estaven llogats i ocupats pels llogaters; 1 tenia dues cambres, 13 en tenien tres, 41 en tenien quatre i 80 en tenien cinc o més. 119 habitatges disposaven pel capbaix d'una plaça de pàrquing. A 45 habitatges hi havia un automòbil i a 81 n'hi havia dos o més.

### Piràmide de població
La piràmide de població per edats i sexe el 2009 era:
| Homes | Edats   | Dones |
| ----- | ------- | ----- |
| 0     | 95 o +  | 0     |
| 4     | 90 a 94 | 0     |
| 0     | 85 a 89 | 8     |
| 0     | 80 a 84 | 0     |
| 4     | 75 a 79 | 0     |
| 0     | 70 a 74 | 4     |
| 8     | 65 a 69 | 8     |
| 12    | 60 a 64 | 8     |
| 12    | 55 a 59 | 4     |
| 8     | 50 a 54 | 8     |
| 12    | 45 a 49 | 8     |
| 8     | 40 a 44 | 12    |
| 0     | 35 a 39 | 0     |
| 32    | 30 a 34 | 16    |
| 12    | 25 a 29 | 20    |
| 4     | 20 a 24 | 12    |
| 12    | 15 a 19 | 8     |
| 0     | 10 a 14 | 8     |
| 12    | 5 a 9   | 8     |
| 20    | 0 a 4   | 24    |

## Economia
El 2007 la població en edat de treballar era de 232 persones, 165 eren actives i 67 eren inactives. De les 165 persones actives 155 estaven ocupades (89 homes i 66 dones) i 10 estaven aturades (2 homes i 8 dones). De les 67 persones inactives 22 estaven jubilades, 24 estaven estudiant i 21 estaven classificades com a «altres inactius».

### Ingressos
El 2009 a Menneville hi havia 134 unitats fiscals que integraven 370 persones, la mediana anual d'ingressos fiscals per persona era de 17.917 €.

### Activitats econòmiques
Dels 9 establiments que hi havia el 2007, 3 eren d'empreses de construcció, 2 d'empreses immobiliàries, 2 d'empreses de serveis, 1 d'una entitat de l'administració pública i 1 d'una empresa classificada com a «altres activitats de serveis».
Dels 3 establiments de servei als particulars que hi havia el 2009, 1 era un paleta, 1 lampisteria i 1 agència immobiliària.
L'any 2000 a Menneville hi havia 4 explotacions agrícoles.

## Poblacions més properes
El següent diagrama mostra les poblacions més properes.